# Ulf Seidl
Ulf Seidl, eigentlich Rudolf Seidl (28. Mai 1881 in Salzburg – 3. März 1960 ebendort) war ein österreichischer Maler, Graphiker, Schriftsteller und Offizier in beiden Weltkriegen.

## Leben und Werk
Ulf Seidl studierte Kunst in München und Karlsruhe. Ab 1907 lebte und arbeitete er in Wien. Er entwickelte eine neobiedermeierliche Zeichenmanier, die nostalgisch, illustrativ und gefällig den Zeitgeschmack breiter Schichten traf. Ein Beispiel dafür ist die Salzburger Bildermappe von 1913, welche zeitlebens ergänzt wurde. Weitere Mappen waren dem Salzkammergut und der Wachau gewidmet. Er fertigte zwei maßstabgetreue Rekonstruktionen des Stadtbildes von Salzburg im 16. Jahrhundert an.
Unmittelbar nach dem Ausbruch des Ersten Weltkriegs rückte er bei den Rainern ein, stand an der Ostfront und wurde schwer verwundet. Er rüstete als k.k. Oberleutnant d. R. ab.
Von 1916 bis 1926 war er Eigentümer bzw. Miteigentümer der Kunsthandlung Würthle in Wien. 1919 bestellte er Lea Bondi als Prokuristin der Firma, 1920 weitete er deren Tätigkeitsbereich in Kooperation mit Otto Nirenstein auf das Verlagswesen aus. Ab 1922 war auch seine Frau, Leopoldine Seidl, Gesellschafterin der Kunsthandlung.
In den 1920er Jahren entwickelte er ein fotochemisches Verfahren zur Reproduktionen alter Meisterwerke. Um 1930 war sein Atelier auf der Festung Hohensalzburg. Ab 1932 bis zu seinem Tod lebte er in Söllheim, einem Ortsteil von Hallwang. Er war auch schriftstellerisch tätig. Neben zahlreichen Zeitungs- und Zeitschriftenbeiträge verfasste er Novellen, ein Märchenbuch und eine Reihe historischer Romane. Einer dieser Romane, „Ursula Weichenbergerin und ihr Fahrensmann“, erschienen 1939 im Frau und Mutter-Verlag, spielt in Salzburg und Hallwang während des Überganges vom 17. zum 18. Jahrhundert und beruht auf Originaldokumenten der Zeit.
Im Zweiten Weltkrieg wurde er zur Wehrmacht eingezogen. Er diente als Hauptmann im 1939 in Salzburg aufgestellten Stellvertretenden Generalkommando XVIII. Armeekorps. Seine Zeichnungen entsprachen dem nationalsozialistischen Kunstgeschmack und wurden während der NS-Zeit für zahlreiche Publikationen genutzt, beispielsweise das von ihm im Rahmen seiner Wehrmachttätigkeit verantwortete Liederbuch ostmärkischer Soldaten, Im gleichen Schritt und Tritt (1940/41), oder Wehrraum Alpenland (1943). Im Liederbuch wurde auch das Rainerlied abgedruckt und durch Seidl als Herausgeber folgendermaßen kommentiert „Das Lied bringt Frohsinn ins Quartier, lockt Mädchen und öffnet Küche und Keller.“

## Werke (Auswahl)
- Hans Nüchtern: Das unnennbare Licht. Ein Buch der seltsamen Andacht. 1921 mit Buchschmuck von Ulf Seidl.
- Ostmarkmärchen. In: Ruf der Heimat, Felizian Rauch, Innsbruck und Leipzig 1935.
- Das Donauweibchen und andere Erzählungen–Ein Roman aus dem Salzburgischen nach alten Urkunden erzählt. Frau und Mutter-Verlag, Wien und Leipzig 1936.
- Ursula Weichenbergerin und ihr Fahrensmann. Frau und Mutter-Verlag, Wien und Leipzig 1939
- Die tausendtürmige Weltburg–Geschichten und Gestalten aus dem Kampf um den Kaukasus. Verlag „Das Bergland-Buch“, Salzburg 1943.
- Bischof Pilgrim und die Torerin. Verlag „Das Bergland-Buch“, Salzburg 1951.
- Pumperlebumm. Ignotia-Verlag, Wien 1957.